# Delfiniec płaszczowy
Delfiniec płaszczowy, delfin płaszczowy (Lissodelphis peronii) – gatunek ssaka z rodziny delfinowatych (Delphinidae). 

## Występowanie
Żyje na pełnym morzu, z dala od brzegów w strefie mórz półkuli południowej w stadach do kilkudziesięciu sztuk.

## Opis

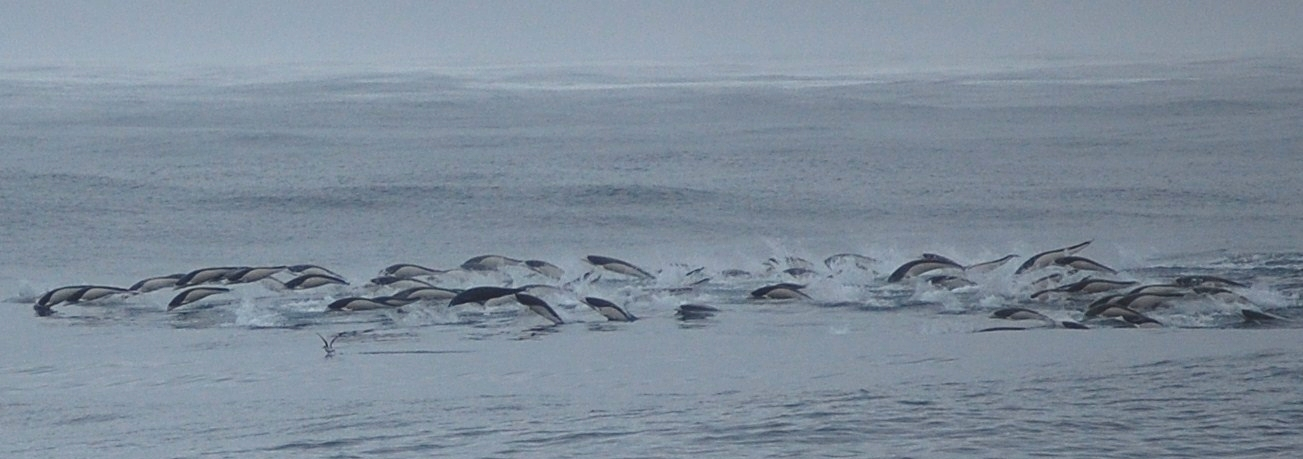
Stado wyskakujące ponad wodę.

Ciało szczupłe, opływowe, kolor ciała z wierzchu czarny, od spodu biały, pysk krótki. Charakterystyczny dla tego gatunku jest brak płetwy grzbietowej. Długość ciała 1,8-2,8 m. Waga 60-100 kg. Młode nowo narodzone osobniki mierzą 80-100 cm długości. Potomstwem opiekuje się samica.

## Pokarm
Głównym składnikiem diety są kałamarnice, ryby, ośmiornice.